# Centrobranchus
Centrobranchus es un género de peces linterna de la familia Myctophidae, del orden Myctophiformes. Fue descrito por primera vez en 1904 por Henry Weed Fowler.

## Especies
Especies reconocidas:
- Centrobranchus andreae (Lütken, 1892)
- Centrobranchus brevirostris (Becker, 1964)
- Centrobranchus choerocephalus (Fowler, 1904)
- Centrobranchus nigroocellatus (Günther, 1873)